# اندیس کاخ علی منصور ۱
کاخ علی منصور ۱ یک اندیس فلزی است که در حوالی شهر گناباد استان خراسان قرار دارد و مادهٔ معدنی موجود در آن، مس است.سنگ میزبان این اندیس آهک است و دیرینگی آن به دوران کرتاسه می‌رسد. در این اندیس، پاراژنز‌های کلسیت یافت می‌شوند.